# Морозюк Микола Миколайович
Мико́ла Микола́йович Морозю́к (нар. 17 січня 1988, Червоноград, Львівська область, УРСР) — колишній український футболіст. Грав за збірну України. Майстер спорту (2012).

## Клубна кар'єра

### «Динамо»
Починав грати у Червонограді, тренер — Ярослав Мурований, від 8 класу навчався у Львівському училищі фізкультури, тренер — Володимир Безуб'як. Згодом переїхав до Києва та продовжив навчання у футбольній школі столичного «Динамо». У складі основної динамівської команди — володар Суперкубка України 2006/07.

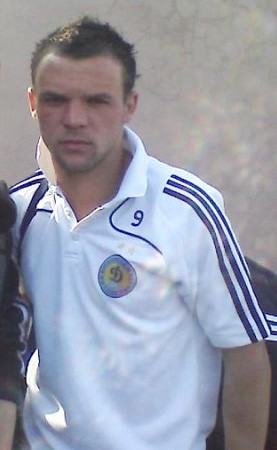
Микола Морозюк у 2009 році.

Восени 2009 року виступав на правах оренди у київській «Оболоні». Протягом зимової перерви чемпіонату 2009/10 головний тренер «Оболоні» Юрій Максимов перейшов до криворізького «Кривбаса», а Морозюк став одним з гравців, яких тренер запросив із собою до нового клубу, у якому гравець швидко став одним з лідерів команди.

### «Металург»
Перед початком сезону 2010/11, перейшов до складу донецького «Металурга», у складі якого дебютував у першому ж матчі нового сезону Прем'єр-ліги України. А згодом став невід'ємною частиною команди та її основним гравцем і заявив про себе на всю Україну. Також допоміг клубу пробратися до єврокубків і до фіналу Кубка України. Ця неймовірна смуга у його кар'єрі тривала 5 років. І через велику кількість причин він покинув команду.

### Повернення в «Динамо»
У 2015 році повернувся до киян. За деякий час отримав місце на полі. Але першого сезону проявити себе не зміг і тому сів на лаву запасних. А з сезону 2016/17 повернувся до стартового складу киян. Вже у першому турі у матчі проти «Олександрії» Микола віддав 4 гольові передачі, а матч завершився з рахунком 5:1 і п'ятий гол нападник киян Жуніор Мораес забив з пенальті. З того часу Морозюк закріпився у основному складі «Динамо». У деяких матчах виводив команду на поле з капітанською пов'язкою.

### «Різеспор»
У січні 2019 року Микола перейшов в «Різеспор» на правах оренди до кінця сезону 2018/19, по завершенні якого підписав з турецьким клубом повноцінний контракт.

### «Чорноморець»
11 січня 2022 року став гравцем одеського «Чорноморця», але в результаті вторгнення російських військ в Україну 24 лютого 2022 року контракт був анульований за згодою сторін.

## Виступи за збірну

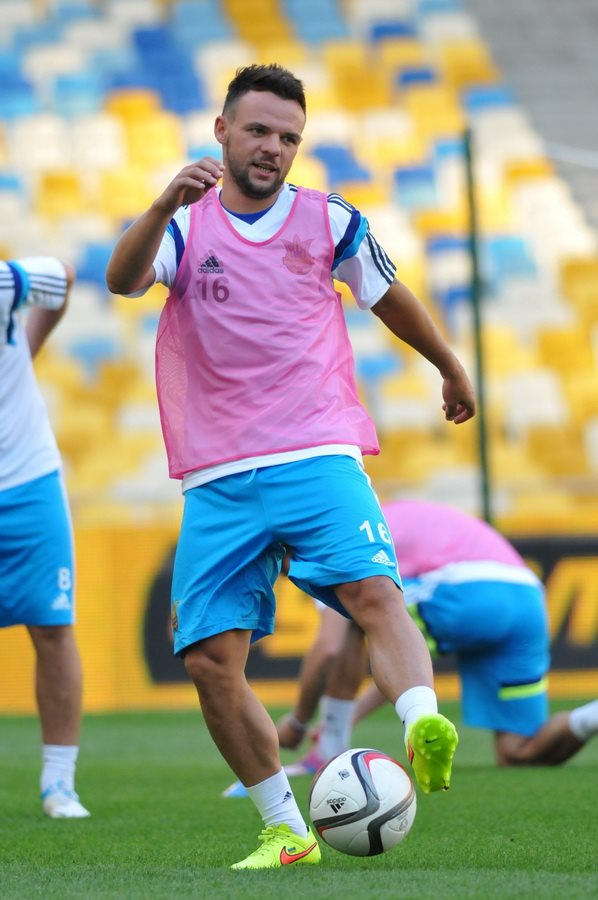
Морозюк у складі збірної України. 2 вересня 2014 року.

У складі молодіжної збірної України був учасником фінального етапу молодіжного чемпіонату Європи 2011 року, в рамках якого взяв участь лише в одному з трьох матчів команди на турнірі.
17 листопада 2010 року дебютував у складі збірної України у товариському матчі проти збірної Швейцарії (2:2), після чого у лютому наступного року зіграв ще у двох товариських іграх.
У лютому 2013 року після дворічної перерви він знову зіграв за збірну України, яка вперше грала під керівництвом нового головного тренера Михайла Фоменка. У товариському матчі проти Норвегії Морозюк на 17-й хвилині забив гол, а Україна перемогла (2:0).
| 01. | 17.11.2010 | «Стад де Женев», Женева          | Швейцарія — Україна  | 2-2           | Товариський матч         | 87'   |     |       |  |
| 02. | 08.02.2011 | Муніципальний стадіон, Паралімні | Румунія — Україна    | 2-2 (пп. 2-4) | Товариський матч         | 46'   |     |       |  |
| 03. | 09.02.2011 | Муніципальний стадіон, Паралімні | Швеція — Україна     | 1-1 (пп. 4-5) | Товариський матч         | 72'   |     |       |  |
| 04. | 06.02.2013 | Стадіо «Олімпіко», Севілья       | Норвегія — Україна   | 0-2           | Товариський матч         | 90'   | 17' |       |  |
| 05. | 22.03.2013 | Національний стадіон, Варшава    | Польща — Україна     | 1-3           | Відбірковий матч ЧС-2014 | 90+3' |     | 90+4' |  |
| 06. | 02.06.2013 | НСК «Олімпійський», Київ         | Україна — Камерун    | 0-0           | Товариський матч         | 46'   |     |       |  |
| 07. | 15.10.2013 | Стадіо «Олімпіко», Серравалле    | Сан-Марино — Україна | 0-8           | Відбірковий матч ЧС-2014 | 78'   |     |       |  |
| 08. | 05.03.2014 | «Антоніс Пападопулос», Ларнака   | США — Україна        | 0-2           | Товариський матч         | 89'   |     |       |  |
| 09. | 03.09.2014 | НСК «Олімпійський», Київ         | Україна — Молдова    | 1-0           | Товариський матч         | 76'   |     |       |  |
| 10. | 15.11.2014 | «Жозі Бартель», Люксембург       | Люксембург — Україна | 0-3           | Відбірковий матч ЧЄ-2016 | 77'   |     |       |  |
| 11. | 18.11.2014 | НСК «Олімпійський», Київ         | Україна — Литва      | 0-0           | Товариський матч         | 67'   |     |       |  |
| 12. | 09.06.2015 | «Лінцер», Лінц                   | Грузія — Україна     | 1-2           | Товариський матч         | 90'   |     |       |  |
| 13. | 14.06.2015 | «Арена Львів», Львів             | Україна — Люксембург | 3-0           | Відбірковий матч ЧЄ-2016 | 90'   |     |       |  |
| 14. | 06.06.2017 | «Меркур Арена», Грац             | Мальта — Україна     | 1-0           | Товариський матч         | 46'   |     |       |  |

## Досягнення

##### «Динамо»
- Чемпіон України (2): 2008/09, 2015/16
- Володар Суперкубка України (3): 2007, 2016, 2018

##### «Металург»
- Фіналіст Володар Кубка України (1): 2011/12

## Особисте життя
Одружений з Іриною Морозюк, з якою мають двох спільних дітей, сина Іллю, та доньку Марію. Також, має доньку Софію від першого шлюбу. Користувачів соцмереж неабияк обурила витівка дружини Миколи Морозюка, котра заспівала Гімн України в синій кофтині та зі знятими штанами, під котрими були жовті труси. 2020 року пара розлучилась.
Вважає рідною мовою українську, але розмовляє російською, оскільки йому так «простіше».